# Candor, North Carolina
Candor är en ort i Montgomery County i delstaten North Carolina, USA.